# LiveRail
LiveRail Inc. este o companie de software din San Francisco, Statele Unite, care activează în domeniul tehnologiilor de publicitate video pe internet. În 2014, compania a fost achiziționată de Facebook, tranzacția fiind estimată între 400-500 milioane $.
LiveRail a fost fondată în 2007 de către românii Andrei Dunca și Sergiu Biriș împreună cu britanicul Mark Trefgarne, și are birouri în 5 orașe de pe glob. Compania deține una dintre cele mai utilizate platforme online pentru monetizarea conținutului video.

## Istoric
LiveRail a fost fondată în 2007 de către co-fondatorii Trilulilu Andrei Dunca și Sergiu Biriș împreună cu britanicul Mark Trefgarne, primele baze ale organizației fiind puse la Londra, orașul de origine al lui Trefgarne. Investiția inițială pentru pornirea companiei s-a situat între 20.000 și 30.000 de dolari, în primul an de activitate.
Produsul software al companiei constă într-o platformă a cărei primă specificație a fost elaborată de Trefgarne la sfârșitul anului 2006. Acea idee a stat la baza nașterii produsului inițial al companiei, un an mai târziu, acesta fiind ușor diferit ca idee de versiunea ce avea să fie concepută ulterior. Efortul de realizare a versiunii inițiale a implicat un număr redus de oameni, care lucrau fără remunerare întrucât produsul se afla într-o fază incipientă și nu genera niciun venit.
În a doua jumătate a anului 2007, inițiatorii startup-ului au realizat că versiunea inițială a produsului nu avea foarte mare succes, astfel că au implementat anumite modificări în software. Primele rezultate pozitive au început să apară în 2008, astfel că în luna iunie compania a primit primul sprijin financiar, din partea fondului de investiții Pond Ventures. În urma acestuia, LiveRail s-a mutat din Londra în San Francisco, acolo unde a fost înregistrată compania LiveRail Inc. și a fost stabilit sediul. Tot în acea perioadă, Andrei Dunca a renunțat la poziția sa de CTO în cadrul Trilulilu pentru a se dedica complet acestui proiect, el absolvind totodată și facultatea.
În 2011, compania a primit premiul Best Video Ad Server Award în cadrul evenimentului Digiday Video Awards, iar în 2013 și 2014 a primit câte un premiu Digiday Publishing Award la categoria Best Monetization Technology for a Publisher (cea mai bună tehnologie pentru monetizare pentru un publicist). Până în 2013, compania reușise să adune 12 milioane de dolari din partea investitorilor.
În martie 2014, LiveRail a devenit principalul furnizor de reclame video pe internet pe piața din SUA, depășind competitorul AOL și atingând o audiență de 187,8 milioane de utilizatori care au vizionat reclamele furnizate prin sistemul companiei.
Pe 2 iulie 2014, CEO-ul companiei, Mark Trefgarne, a anunțat pe website-ul companiei că LiveRail a fost achiziționată de Facebook, suma nefiind făcută publică.

## Conducere
Echipa de top management a companiei este formată din 10 manageri și 2 membri ai consiliului de administrație, componența acesteia fiind în proporție de 25% de origine română.